# Bartolomé Bas Tarazona
Bartolomé Bas Tarazona (Paiporta, 1943 - 15 de agosto de 2022) fue un político valenciano que entre 1979 y 2007 fue alcalde de Paiporta por el PSPV-PSOE.
Bas antes de ser alcalde era agente comercial de profesión y fue en la primera etapa democrática del año 1979 donde accedió a la alcaldía. Dentro de su partido también ocupó otros cargos: miembro del Comité Federal y del Comité Nacional del PSPV-PSOE y secretario general de la agrupación local. Su paso por la alcaldía fue destacó por impulsar una serie de reformas para la modernización de antiguas infraestructuras, creaciones de servicios públicos e infraestructuras como la biblioteca municipal, el Museo de la Rajoleria, diferentes centros educativos o la urbanización de plazas. También fue marcado por ser acusado de prevaricación y malversación del dinero público en el año 2003.
Durante 7 años su alcaldía fue renovada hasta el año 2007 cuando se retiró del cargo.

## Corrupción
Bartolomé Bas fue demandado por el ministro público con 6 años de prisión y 18 de inhabilitación por un supuesto delito de prevaricación y malversación de dinero público entre los años 2003-2006.
El proceso comenzó tras la denuncia por parte de los regidores del PP y del partido independentista Paiporta-Alternativa Unida a los juzgados de Torrente debido al uso de personal municipal para unos trabajos en el chalet de Bas en horario laboral. Conforme la denuncia, el ayuntamiento habría usado dinero público para pagar tanto combustible para vehículos personales como productos y utensilios de limpieza para los trabajadores que estuvieron en su chalet. 
Al inicio la denuncia iba completamente al entonces alcalde Bas con una pena de dos años, pero amplió a la regidora Emilia Soler, su esposa. En junio de 2013 la Audiencia Provincial de Valencia lo eximió de los cargos por falta de pruebas ya que no se podía probar su participación en los hechos. Su esposa Emilia Soler junto a un empleado municipal si que serían condenados y Soler fue destituida de sus cargos en el ayuntamiento por seis meses por malversación.
Vicente Ibor, alcalde de Paiporta en 2007, informó que el ayuntamiento no iba a recorrer con la denuncia si no lo hacia el fiscal o alguna de las partes implicadas. Por otro lado José Antonio Manrique mostró su alegría por este hecho.